# Lothar z Metternichu
Lothar z Metternichu (31. srpna 1551 Vettelhoven – 17. září 1623 Koblenz) byl německý šlechtic a církevní hodnostář. V letech 1599–1623 byl knížetem-arcibiskupem v Trevíru s právem kurfiřtského hlasu. Proslul jako vzdělanec a mecenáš katolické církve. Kromě politické a duchovní správy Trevírska se uplatnil jako diplomat v rámci celé Říše. Byl také zakladatelem mocenského a majetkového vzestupu rodu Metternichů.

## Životopis

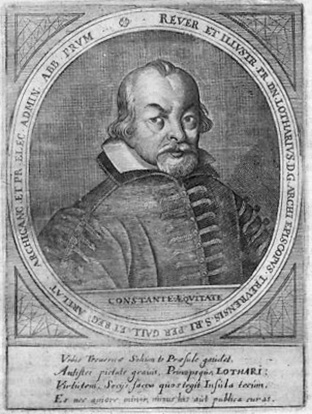
Trevírský arcibiskup Lothar von Metternich

Pocházel ze starého šlechtického rodu Metternichů, patřil k rodové linii Metternich-Vettelhoven. Narodil se na hradě Vettelhoven jako starší syn Johanna Metternicha (1500–1562), který působil ve službách kolínského arcibiskupství a přispěl k rozšíření rodového majetku. Matkou byla Katharina von der Leyen (1520–1579), vdova po Hermannu Quadtovi. Lothar po otcově úmrtí vyrůstal pod poručnickou správou matky, která mu zajistila kvalitní vzdělání, výchovu ovlivňoval také strýc, trevírský arcibiskup Johann von der Leyen. Lothar studoval na jezuitské koleji v Trevíru a v letech 1567–1572 na univerzitě v Kolíně nad Rýnem, kde získal bakalářský titul. Poté absolvoval kavalírskou cestu, navštívil Francii a Itálii, jeho další studium probíhalo na univerzitách v Perugii a Padově (1577–1579). Mezitím byl v roce 1575 jmenován kanovníkem v Trevíru, kde později působil také jako pedagog. Jeho vliv stoupal nejen s podporou příbuzných, ale také díky jeho vlastní osobnosti. Proslul jako charismatický vzdělanec a lingvista. Ovládal několik jazyků, plynně mluvil německy, italsky, francouzsky, vlámsky a latinsky. 

### Trevírský arcibiskup

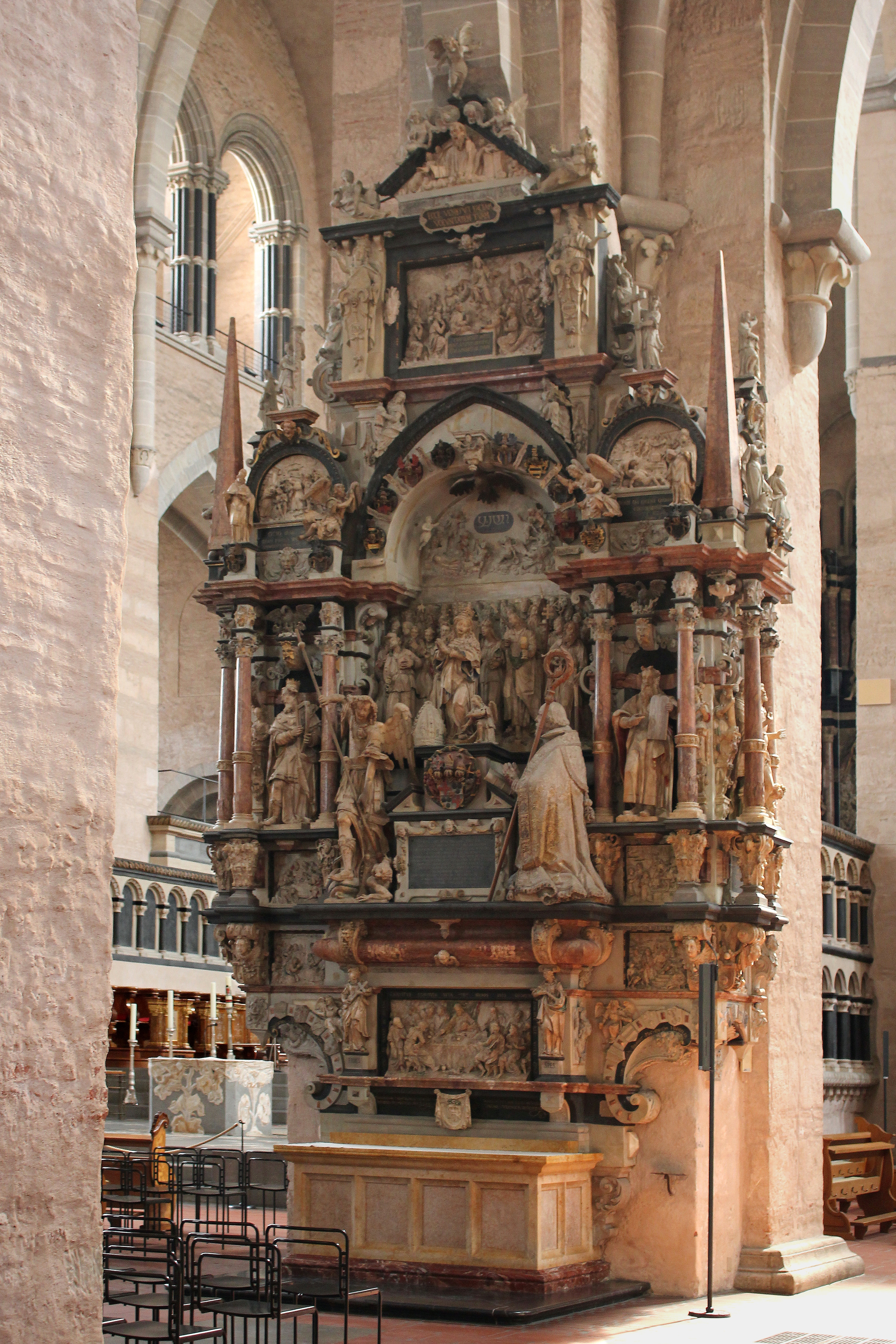
Náhrobní oltář Všech svatých v trevírské katedrále

Dne 7. srpna 1599 byl jednomyslně zvolen trevírským arcibiskupem, papež Klement VIII. jeho volbu potvrdil o dva měsíce později. Duchovní správě diecéze se aktivně věnoval, v roce 1600 zavedl tradici vizitačních cest. Podporoval především vzdělávání nových duchovních, na trevírskou univerzitu povolal jezuity, v Trevíru založil také jezuitskou kolej. svou přízeň věnoval i dalším církevním řádům (kapucíni, minorité). Nechal také stavět poutní kostely a za své aktivity obdržel od papeže Pavla V. čestný titul exemplum episcopi (příkladný arcibiskup).
Jako trevírský kurfiřt usiloval Metternich od počátku svého episkopátu o posílení postavení Trevírska nejen ve Svaté říši římské, ale i v celoevropské politice. Předpokladem k tomu byla orientace na rod Habsburků a usilovná podpora katolické církve v celém Německu. V Trevírsku realizoval reformy ve státní a finanční správě, zaměřil se také na budování vlastní kurfiřtské armády. Byl iniciátorem pravidelných setkání duchovních kurfiřtů (spolu s arcibiskupem mohučským a Seznam kolínských biskupů a arcibiskupů). Snaha o zlepšení finanční bilance trevírského kurfiřtství narušila účast ve válce u jülišské dědictví (1609–1614). Své vazby na rod Habsburků deklaroval osobními vztahy a účastí na korunovaci císařů Matyáše (1612) a Ferdinanda II. (1619). Jeho postavení dokládá korunovace Ferdinanda II. ve Frankfurtu nad Mohanem, kam se dostavil v doprovodu 250 šlechticů. Během Ferdinandovy korunovace byl mimo jiné prostředníkem neúspěšných jednání s představiteli českého stavovského povstání. 
V Trevíru plánoval vybudovat rozsáhlou rezidenci složenou z horního a dolního zámku, projekt však nebyl dokončen v plném rozsahu. Nejvýznamnější stavební památkou z Lotharova odkazu je pevnost Ehrenbreitstein nad Rýnem u města Koblenz, která vznikala od počátku 17. století. V Koblenzi si také nechal postavit dům na náměstí, známý jako Metternich-Hof nebo Haus Metternich (zde se později narodil dlouholetý státní kancléř Klemens Wenzel von Metternich). Dědictvím a vlastními akvizicemi vybudoval rozsáhlé majetkové zázemí v Porýní, které pak složitým smluvním systémem přenechal svým synovcům. Řadu příbuzných také obdařil také prebendami v trevírské arcidiecézi. Mimo jiné se nepřímo zasloužil o domestikaci Metternichů v Čechách, když po porážce českého stavovského povstání doporučil svým synovcům zakoupit statky z pobělohorských konfiskací (Kynšperk nad Ohří, Kynžvart). Majetek v Čechách získali za velmi výhodných podmínek, když jim byla ze strany císaře Ferdinanda II. přiznána finanční odměna ve výši 50 000 zlatých za zásluhy již zemřelého Lothara.
Od roku 1619 se ze zdravotních důvodů začal stahovat z veřejného života, po několika zemětřeseních v Trevíru v roce 1620 vnímaných jako boží pohroma odešel zcela do soukromí. Poslední léta života strávil asketickým způsobem života a psaním. Zemřel ve svém paláci v Koblenzi 17. září 1623 ve věku 72 let. O týden později byl slavnostně pohřben v trevírské katedrále. Honosný náhrobní oltář v katedrále nechal pro sebe vybudovat již v roce 1613. 
Řada movitých památek spojených s osobností Lothara Metternicha se nachází ve sbírkách zámku Kynžvart, z Lotharovy pozůstalosti pocházejí také nejstarší tisky v kynžvartské zámecké knihovně, i když větší část jeho knižních sbírek byla zničena během francouzských revolučních válek. Jeho písemnosti jsou uloženy v metternichovském rodovém archivu v Národním archivu v Praze.